# Menemerus proximus
Menemerus proximus är en spindelart som beskrevs av Pelegrín Franganillo Balboa 1935. 
Menemerus proximus ingår i släktet Menemerus och familjen hoppspindlar. Inga underarter finns listade i Catalogue of Life.